# غضاء
غُضَاء أو ذو الرسغ الثنائي (الاسم العلمي: Diplocarpon)، جنس فطور مجهرية من فصيلة الديرميات. أنواعه ستة.